# 말리 제국

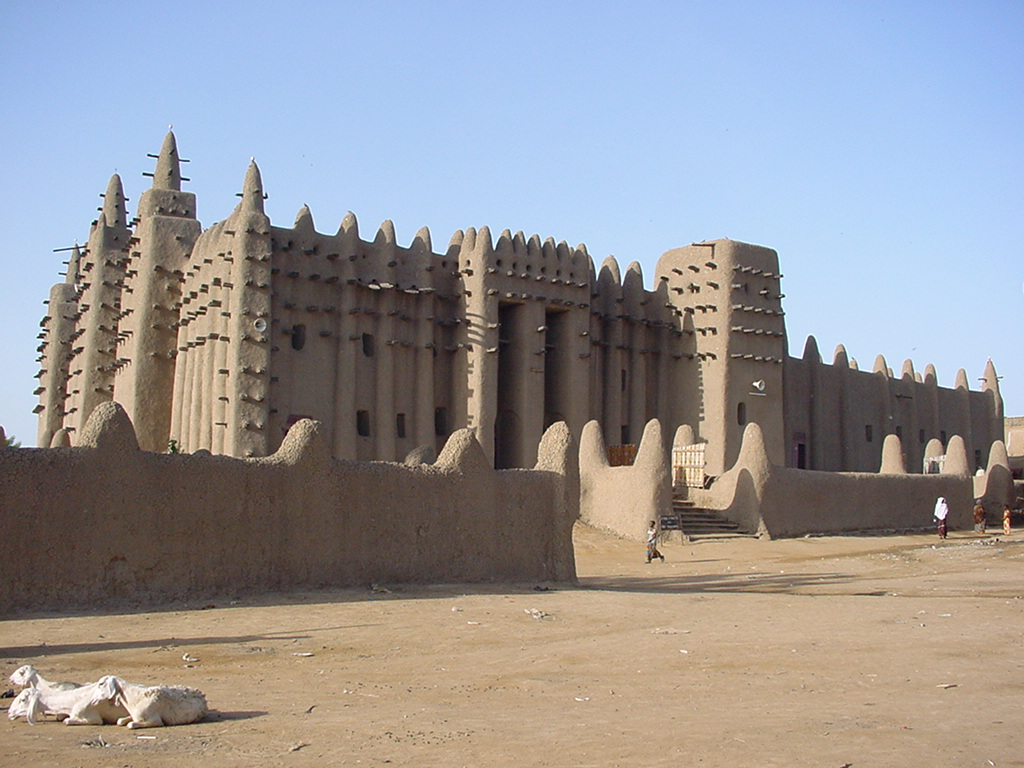
말리 제국의 젠느 대사원

말리 제국(Manden Kurufa)은 서아프리카에서 1235년부터 1670년까지 존재했던, 만딩고족이 세운 제국이었다. 순디아타 케이타에 의해 세워졌고, 특히 만사 무사의 부로 인해 유명해졌다. 말리 제국은 서아프리카에 문화적으로 엄청난 영향을 주었고, 나이저강을 따라 언어, 법, 관습 등을 퍼뜨렸다. 넓은 지역을 다스렸으며, 많은 속국을 거느리고 있었다. 말리 제국은 성립과 동시에 이슬람교를 국교로 정하였는데, 이 시기의 영향으로 말리는 현재 인도네시아와 같이 전 국민의 92% 이상이 이슬람교를 믿는 독실한 이슬람 국가이다.

## 같이 보기
- 아프리카 제국